# Aghouatim
Aghouatim  (in arabo اغواطيم‎?) è un centro abitato e comune rurale del Marocco situato nella provincia di Al Haouz, regione di Marrakech-Safi. Conta una popolazione di 30 776 abitanti (censimento 2014).